# Irina Pietrowa
Irina Pietrowa (Ирина Владимировна Чуковская, Irina Chukovsky; ur. 14 stycznia 1958 w Taszkencie) – radziecka i rosyjska pianistka pochodzenia uzbeckiego; laureatka VI nagrody na X Międzynarodowym Konkursie Pianistycznym im. Fryderyka Chopina (1980).

## Życiorys
Pochodzi z rodziny muzyków. W wieku siedmiu lat pierwszy raz wystąpiła z orkiestrą. Uczyła się w Szkole Muzycznej przy Konserwatorium w Taszkencie, a potem w Centralnej Szkole Muzycznej przy Konserwatorium Moskiewskim. Ukończyła studia w Konserwatorium Moskiewskim i odbyła aspiranturę u Dmitrija Baszkirowa.
W 1980 reprezentowała ZSRR podczas Konkursu Chopinowskiego. Dostała się do finału i zajęła VI miejsce (ex aequo z Erikiem Berchotem).
Po sukcesie konkursowym rozpoczęła międzynarodową karierę. Występowała m.in. we Włoszech, Jugosławii, Korei, Grecji, na Węgrzech i Tajwanie. W 1991 zadebiutowała w USA. Występuje na wielu festiwalach. Jest solistką Filharmonii Moskiewskiej. Równocześnie prowadzi zajęcia w Konserwatorium Moskiewskim i kursy mistrzowskie. W jej repertuarze są utwory m.in. Roberta Schumanna, Ferenca Liszta i Johannesa Brahmsa.